# Среднесеймский заказник
«Среднесеймский заказник» (укр. Середньосеймський заказник) — ландшафтный заказник общегосударственного значения, расположенный на территории Сумского и Конотопского районов (Сумская область, Украина).
Площадь — 2 020,8 га.

## История
Заказник был создан в 1987 году.

## Описание
Природоохранный объект создан с целью охраны ландшафтов поймы реки Сейм и приустьевый участок ее притоки Вир. Ландшафт заказника представлен сильно меандрированными руслами Сейма и Вира, множеством стариц. Заказник занимает квадраты 1-3, 4, 8 Белопольского агролесхоза, квадрат 14 (участки 1-6, 17-29) Бурынского агролесхоза и квадраты 103 (уч. 15), 108, 112, 119, 124 (уч. 10-13), 129 (уч. 12-21), 133 Путивльского агролесхоза — по руслу Сейма от села Чаплищи и до государственной границы с Россией. Западнее расположен Сеймский региональный ландшафтный парк.
Ближайший населённый пункт — сёла Мануховка, Пески и Новые Вирки, город — Путивль и Бурынь.

## Природа
Поймы рек на территории заказника заняты настоящими и заболоченными лугами, и пойменными лиственными лесами (представлены очагами). Растительность заказника преимущественно представлена луговыми и прибрежно-водными типами сообществ. Встречаются дуб, клён, липа, ясень, вяз.
В заказнике обитают редкий краснокнижный вид выхухоль. Охрана выхухоли — одно из положений обоснования создания на базе заказника национального природного парка. Является местом гнездования для множества водоплавающих птиц.